# Cotoneaster karatavicus
Cotoneaster karatavicus är en rosväxtart som beskrevs av Antonina Ivanovna Pojarkova. Cotoneaster karatavicus ingår i släktet oxbär, och familjen rosväxter. IUCN kategoriserar arten globalt som otillräckligt studerad. Inga underarter finns listade i Catalogue of Life.